# 须崎优衣
须崎优衣（日语：／ Susaki Yui，1999年6月30日—）是日本女子摔跤运动员，千叶县松户市出身。她曾代表日本参加2020年夏季奥林匹克运动会摔跤比赛，在未失1分的情况下获得女子自由式50公斤级金牌。她也四度获得世界摔跤锦标赛冠军。

## 早年经历
由于父亲是早稻田大学摔跤部的成员，须崎优衣在松户市立六实第三小学一年级时开始在松户青少年摔跤俱乐部学习摔跤。在小学三年级时，她在全国少年少女锦标赛中获得了冠军。四年级时获得第二名，但在五年级和六年级时连续夺冠。在这个时候，她开始认真思考，希望像自己憧憬的运动员吉田沙保里一样获得奥运会金牌。
2012年，她入读了家乡的松户市立六实中学，并在全国中学生锦标赛和全国中学选拔锦标赛中分别实现了三连冠，获得了中学六冠。由于她在初二时被日本奥委会选拔为有潜力的运动员，接受全日制的精英教育，她转学到北区立稻付中学校。在国家训练中心，她在五次世锦赛冠军的教练吉村祥子的指导下训练。

## 运动生涯
2018年4月早稻田大学运动科学部入学。2017年和2018年须崎优衣蝉联世界摔跤锦标赛冠军。2019年须崎优衣在日本国内世锦赛选拔赛上输给入江雪，导致无法参加世锦赛。如果入江雪在世锦赛上获得奖牌，将会内定为2020年东京奥运会的日本代表，这样一来，须崎优衣将无法参加东京奥运会。然而，入江在四分之一决赛中被淘汰，这使得须崎优衣仍然有机会参加奥运会。最终在奥运会选拔赛中获胜，获得出场机会。
在的2020年东京奥运会开幕式上，须崎优衣与八村塁共同担任日本代表团的旗手。在8月的摔跤比赛中，她在决赛中以10-0击败中国选手孙亚楠，最终以所有比赛零失分的胜利获得金牌。同年她还被授予紫綬褒章。
2022年起成为KITZ所属运动员。6月在世锦赛选拔赛上击败世界冠军吉元玲美那得以入围世锦赛。2022年世锦赛所有比赛无失分夺冠。2023年2月参加萨格勒布举办的UWW排名赛决赛中以12比1战胜中国选手朱江，这是须崎优衣自2019年起国际比赛中第一次失分。须崎优衣又蝉联了2023年世锦赛冠军，同时也入选了巴黎奥运会。
在2024年4月的亚洲锦标赛中，须崎优衣在决赛中以8-4击败中国选手冯紫琪，再次夺得冠军。这使她自2014年国际赛事首秀以来，对外国选手保持了94连胜的不败纪录。
在2024年巴黎奥运会50公斤级的首轮比赛中，须崎面对印度选手维内什·波加特，虽然她在上半场获得了2分，但之后未能再得分，并在比赛结束前被对手追回2分，须崎方对失分进行了挑战，但未获认可，导致对手又增加了1分，最后结果定为2-3。这是须崎优衣首次输给非日本选手，这也使她对外国选手连胜纪录止步于94场。由于维内什在随后的半决赛中获胜，须崎进入了7日的复活赛。然而在7日早上的称重中，维内什因体重超重被取消资格，因此须崎直接进入铜牌争夺战。在铜牌争夺战中，她对阵乌克兰选手Oksana Livach，上半场便取得8分，最终以10-0获胜，获得铜牌。